# Споменик у Печењевцу
Споменик у Печењевцу су подигли грађани села Печењевце, у част палима и стрељанима у Првом светском рату и Другом светском рату. На споменику су утиснута имена 88 лица која су свој живот изгубила у тим догађајима. Аутор овог пирамидалног дела је Стојан Цветковић. Текст, утиснут на споменику, написао је књижевник Томислав Н. Цветковић. Утиснутом поруком грађани одају захвалност и казују да их сви погинули и даље окружују. Откривање споменика се десило 12. октобра 1964. године.

## Списак жртава

### Палим у Првом светском рату 1912-1918. године
Асоровић Мемет
Живковић Душан
Живковић Матeja
Живковић Петар
Здравковић Мaтеја
Илић Младен
Лазаревић Милан
Лазаревић Мика
Младеновић Горча
Младеновић Ђорђe
Момировић Крста
Момировић Тодор
Настић Тодор
Николић Петар
Николић Станко
Николић Славко
Петровић Васиљко
Петровић Ђорђe
Петковић Бошко
Ристић Цветко
Стојановић Петко
Стефановић Илија
Станимировић Горча
Стојановић Душан
Станковић Милан
Стаменковић Коста
Спасић Ђорђе
Станковић Драгутин
Станковић Вељко
Станковић Миливоје
Стефановић Крста
Цветковић Светозар
Цветковић Тодор
Цекић Антоније

### Стрељанима у Првом светском рату 1912-1918. године
Димитријевић Крста
Ђорђевић Костадин
Ђорђевић Јосиф
Живковић Тодор
Живковић Мицко
Здравковић Крста
Здравковић Прокоп
Илић Mape
Илић Стојан
Костић Добривоје
Митровић Михајло
Митровић Петар
Митровић Крста
Марјановић Веља
Митровић Алекса
Милошевић Добривоје
Марковић Михајло
Момировић Стојан
Вељковић Тома
Николић Миодраг
Поповић П. Божидар
Павловић Костадин
Петковић Драгутин
Поповић Димитpиje
Петровић Славко
Петровић Крста
Петковић Младен
Петровић Алекса
Ристић Димитрије
Станимировић Димитрије
Станимировић Јордан
Стојановић Перча
Стаменковић Живко
Стаменковић Драгутин
Смиљковић Трајко
Спасић Никола
Стефановић Јaнаћ
Станковић Пејча
Стаменковић Caша
Тошић Младен
Цакић Никола
Цветановић Василије
Цекић Младен

### Погинулим у Другом светском рату 1941-1945
Ђокић Славко, Живковић Добривоје, Коцић Борисав, Коцић Драгољуб, Лазаревић Драгољуб, Митровић Војислав, Николић Тихомир, Павловић Живојин, Ракић Тихомир, Ристић Тихомир, Ристић Петар, Станковић Светислав, Станковић Ј. Тихомир, Станковић Тихомир, Цветковић Бранко, Цветковић Драгољуб

### Умрли од последица рата
Димитријевић Новица

### Жртве фашистичког терора
Агушевић Драги, Агушевић Рустем, Акић Смаја, Агушевић Реџа, Асоровић Цане, Асоровић Мемет, Денић Влајко, Денић Осман, Здравковић Драгољуб, Зекић Милан, Николић Бранко, Мутић Трајко, Салић Бошко, Салић Раим